# Нанхчул
Нанхчул —  посёлок при станции в Аскизском районе Республики Хакасии Российской Федерации. Входит в состав Бирикчульского сельсовета. Железнодорожная станция Нанхчул Красноярской железной дороги.

## География
Расположен в таёжной местности Кузнецкого Алатау,  у реки Портал, вблизи Нанхчульского тоннеля и Нанхчульского перевала. Менее чем в двух километрах от Нанхчула проходит водораздел Оби и Енисея.

## История
Образование посёлка связано со строительством Нанхчульского тоннеля (построен в 1957 году) железной дороги Абакан — Новокузнецк на участке Бискамжа — Аскиз современного Абаканского региона Красноярской железной дороги.

## Население
| 2002 | 2010 |
| ---- | ---- |
| 23   | ↘15  |

## Инфраструктура
Личное подсобное хозяйство, индивидуальная застройка усадебного типа. 
Основа экономики — обслуживание путевого хозяйства.

## Транспорт
Развит автомобильный и железнодорожный транспорт.